# 普雷斯帕湖怪物
普雷斯帕湖怪物（英文：Prespa Lake Monster）是指出没于欧洲巴尔干半岛普雷斯帕湖的湖怪。普雷斯帕湖怪物在当地一直有所传闻，其被描述为类似长颈尼斯湖怪的动物。2012年，一对夫妇在阿尔巴尼亚尼维察（Nivica）附近希腊湖区目击湖怪出没。英国广播公司对普雷斯帕湖展开调查，但没有收获。2017年，阿尔巴尼亚普雷托村（Pretor）再度有目击者发现长颈湖怪，并拍下一段视频。之后退休地理学教授Sima Jonoski与记者们一同展开调查，但没有发现湖怪踪迹。有理论认为普雷斯帕湖怪物其实是湖中的鲶鱼，但反对者认为鲶鱼与影像中的湖怪形象不符。神秘动物学研究者安德鲁·麦格拉思（Andrew McGrath）对2017年12月流出的湖怪影像真实性表示怀疑，认为这可能是一场骗局。